# Đenana Buturović
Đenana Buturović (ur. 29 sierpnia 1934 w Trebinju, zm. 28 stycznia 2012 w Sarajewie) – bośniacka historyk literatury.

## Życiorys
W 1958 roku ukończyła studia na Wydziale Filozoficznym Uniwersytetu w Zagrzebiu. W 1973 roku na Uniwersytecie w Belgradzie uzyskała stopień naukowy doktora. Do jej zainteresowań naukowych należała historia bośniackich i zagranicznych tekstów mówionych.
W latach 1996–2003 pełniła funkcję dyrektora Muzeum Narodowego Bośni i Hercegowiny.

## Wybrane publikacje
(opracowano na podstawie materiału źródłowego)
- Studija o Hörmannovoj zbirci muslimanskih narodnih pjesama (1976)
- Bosanska muslimanska usmena epika (1992)
- Usmena epika Bošnjaka (1995)